# Dierrechten
Dierrechten, niet te verwarren met dierenrechten, gaat om het recht vee (meer specifiek varkens, kippen en melkkoeien) te houden. Het is een type productierecht beschreven in de Meststoffenwet Hoofdstuk V. Het dierrechtenstelsel werd in Nederland geïntroduceerd met het doel de fosfaatuitstoot te begrenzen.
Ondanks dat het systeem als zeer doeltreffend wordt beschouwd is er ook kritiek op de beperkingen op de vrije verhandelbaarheid en op het gebruik mestnummers samen te voegen van een bedrijf op verschillende locaties.

## Ontstaan
Vanaf de jaren '50 kende de Nederlandse landbouw een spectaculaire groei door specialisatie, schaalvergroting en intensivering. Dankzij de toenemende mogelijkheden om veevoer in te voeren ontpopte varkens- en pluimveehouderij zich tot intensieve grondloze bedrijven. Het mest dat hierbij werd geproduceerd kon niet verwerkt worden. Daardoor werd de mest gewoon op het land gereden, want men moest er toch vanaf. Het overschot aan mineralen zorgde voor verzuring van de bodem (grond en grondwater). Niet alleen kwam hierdoor de drinkwatervoorziening in gevaar, ook zorgde het voor bodemvruchtbaarheidsproblemen. De overheid besloot daarom in te grijpen.
Door het invoeren van het melkquotum, waardoor de productie van melkveehouderijen werd beperkt, ontstond de angst dat men zou overstappen van melkveehouderij naar varkens- of pluimveehouderij en daarmee het mestoverschotprobleem zou vergroten. Daarom werd in hetzelfde jaar Interimwet beperking varkens- en pluimveehouderijen ingevoerd waarbij de uitbreiding van de varkens- en pluimveehouderij werd beperkt. In 1987 volgde de Meststoffenwet, ter vervanging van de eerder genoemde Interimwet, dat voorzag in regels met betrekking tot de uitbreiding en gebruik van de mestproductie alsmede het afvoeren en verwerken van mestoverschotten.
Voordat de wet ingevoerd werd waren veehouders verplicht door te geven:
- Het aantal dieren dat werd gehouden, naar diersoort
- De grootte van het areaal land dat bij het bedrijf hoorde
- De hoeveelheid dierlijke meststoffen die op het bedrijf werd geproduceerd, zowel van het bedrijf als geheel als naar diersoort en -categorie

Dit laatste diende als de referentiehoeveelheid die men aan mest mocht produceren, informeel ook wel 'mestquotum' genoemd. Met de invoering van de Wet Verplaatsing Mestproductie in 1994 werden de referentiehoeveelheden ('mestquotum') vervangen door mestproductierechten. De mestproductierechten was de maximale hoeveelheid dierlijke meststoffen die op een bedrijf gedurende een kalenderjaar geproduceerd mag worden. Hierbij werd onderscheid gemaakt tussen grondgebonden rechten, hectare grond van het bedrijf maal 125 kg fosfaat, en niet-grondgebonden mestproductierechten. Het niet-gebonden mestproductierecht is de mestproductierecht boven de 125 kg fosfaat per jaar per hectare tot een bedrijf behorende oppervlakte landbouwgrond (bij een mestproductie van 200 kg fosfaat per hectare was er dus 125 grondgebonden mestproductie rechten en 75 niet-grondgebonden mestproductierechten). Grote verschil tussen het mestquotum en de mestproductierechten was dat de mestproductierechten verhandelbaar werden. Bij dergelijke verhandeling werd 25% van de mestproductierechten afgeroomd, waardoor er steeds minder rechten in omloop kwamen.
Het bepalen van de toegestane mestproductie op basis van de oppervlakte grond dat bij een bedrijf hoorde, in plaats van de mestproductie in 1986, had echter een ongewenste consequentie. Veel varkens- en pluimveehouderijen hebben ook een akkerbouw tak met veel grond tot hun beschikking. Met invoeren van de nieuwe wet ontstond er voor hen dus potentie om uit te breiden. In 1998 trad daarom de Wet Herstructurering Varkenshouderij in werking, waarbij de mestproductierechten voor de varkenshouderij werden omgezet in varkensrechten. De pluimveehouderij werd op dat moment nog ontzien omdat de vraag voor kippenmest binnen de akkerbouw groter is (vanwege zijn nutritionele samenstelling). De aanname dat kippenmest daardoor makkelijker te exporteren zou zijn bleek echter tegen te vallen, terwijl de pluimveehouderij wel groeide. Daarom werd de Meststoffenwet in 2000 aangepast voor de invoering van pluimveerechten.

## Varkensrechten
De varkenspestuitbraak in 1997 toonde structurele kwetsbaarheden in de structuur van de varkenshouderij. Als reactie daarop werden de varkensrechten geïntroduceerd in 1998, in de Wet herstructurering Varkenshouderij, ter vervanging van een deel van de (niet grondgebonden) mestproductierechten. Iedereen die voor meer dan 3 varkenseenheden aan varkens houdt is verplicht varkensrechten te kopen. Het varkensrecht heeft betrekking op het gemiddeld aantal varkens dat in een jaar gehouden mag worden. Op enig moment kan het aantal gehouden varkens afwijken van het aantal varkensrechten dat een veehouder bezit (echter nooit meer dan 3 varkenseenheden).
Varkensrechten worden uitgedrukt in varkenseenheden (VE), waarbij het aantal varkenseenheden afhankelijk is van de diercategorie. Zo is een vleesvarken (categorienummer 400) gelijk aan 1 varkenseenheid. Een big (categorienummer 407) staat gelijk aan 0,36 varkenseenheid. Fokzeugen inclusief biggen tot een gewicht van 25 kg (categorienummer 401) staat voor 2.74 varkenseenheid. Een varkensrecht is gelijk aan de forfaitaire fosfaatproductie van 7,4 kg per jaar.
Het aantal varkensrechten dat een agrariër kreeg bij de introductie van de Wet herstructurering Varkenshouderij was gelijk aan het aantal varkens gemiddeld op het bedrijf gehouden in 1996 minus 10%.

## Pluimveerechten
De pluimveerechten werden voor het eerst geïntroduceerd in 2001. Iedereen die meer kippen of kalkoenen houdt dan overeenkomt met 250 pluimvee-eenheden moet pluimveerechten aanschaffen.
Pluimveerechten worden uitgedrukt in pluimvee-eenheden (PE), waarbij het aantal pluimvee-eenheden afhankelijk is van de diercategorie. Zo komt een leghen overeen met 1 pluimvee-eenheid terwijl een vleeskuiken overeenkomt met 0,48 pluimvee-eenheid. Een pluimveerecht staat voor de forfaitaire fosfaatproductie van 0,5 kg op jaarbasis